# هانك كروفورد
هانك كروفورد (بالإنجليزية: Hank Crawford)‏ هو عازف ساكسفون وكاتب أغاني أمريكي، ولد في 21 ديسمبر 1934 في ممفيس في الولايات المتحدة، وتوفي بنفس المكان في 29 يناير 2009 بسبب الأمراض الدماغية الوعائية.

## وصلات خارجية
- هانك كروفورد على موقع ميوزك برينز (الإنجليزية)
- هانك كروفورد على موقع أول ميوزيك (الإنجليزية)
- هانك كروفورد على موقع ديسكوغز (الإنجليزية)